# 汤华燊
湯華燊(越南語：Thang Hoa Sân；1954年8月28日出生），是一位生于越南的华裔澳大利亚化学家。
汤华燊于1954年生于西贡，父母是华人，1930年代移居越南。他于1976年在西贡大学获得理学学士学位，并在缝纫机制造商SINCO担任化学研究员。1979年，汤作为难民离开越南，并在马来西亚的难民营呆了五个月，然后于当年晚些时候抵达澳大利亚布里斯班。他进入格里菲斯大学，获得了化学荣誉学位和有机化学博士学位。
1986年，汤加入了澳大利亚政府科学机构联邦科学与工业研究组织（CSIRO）。1987年，他离职转入帝国化学工业澳大利亚分部，后于1990年返回CSIRO。2014年9月，汤森路透将他与CSIRO的其他两位科学家一起选为引文桂冠奖得主，因为他们在共同研发可逆加成-断裂链转移聚合（RAFT）过程方面的工作。当年早些时候，三人分享了ATSE Clunies-Ross奖。不过，同年12月，汤透露，他已于9月被CSIRO裁员，但继续在那儿无偿工作。2015年，他成为莫纳什大学教授，并入选澳洲科學院院士。